# Cidade Baixa
Cidade Baixa of Lower City is een Braziliaanse film uit 2005 die geregisseerd werd door Sérgio Machado. Cidade Baixa ging in 2005 in Brazilië en op verschillende festivals in première. In New York was de première in 2006.
De film won twee prijzen op het filmfestival van Rio de Janeiro.

## Verhaal
De film gaat over de driehoeksverhouding tussen twee beste vrienden, Deco en Naldinho en de mooie stripper Karina. De twee vrienden hebben samen een boot, de Dany Boy. Op een dag vraagt Karina om een lift naar de stad Salvador Bahia. Ze heeft niet genoeg geld om voor de boottocht te betalen, maar wil dit wel compenseren door seks met hen te hebben.
Na aankomst varen de twee mannen naar Cachoeira en bezoeken een hanengevecht. Als Naldinho zijn geld verliest komen ze in een vechtpartij terecht waarbij Naldinho gestoken wordt. Ze vluchten terug naar Salvador en Deco probeert aan geld te komen om zijn vriend te laten behandelen. In de onderwereld van de stad komen ze Karina weer tegen die ondertussen in een discotheek werkt. Er ontstaat steeds meer jaloezie en spanningen tussen de drie.

## Rolverdeling
| Acteur        | Personage |
| ------------- | --------- |
| Lázaro Ramos  | Deco      |
| Wagner Moura  | Naldinho  |
| Alice Braga   | Karina    |
| Maria Menezes | Luzinete  |
| João Miguel   | Edvan     |